# Європейський комісар з питань внутрішньої торгівлі та послуг
Європейський комісар з питань внутрішньої торгівлі та послуг (англ. European Commissioner for Internal Market and Services) — посада в Європейській комісії, відповідальна за розвиток єдиного європейського ринку.

## Список комісарів
|    | Ім'я                     | Країна          | Період              | Комісія                              |
| -- | ------------------------ | --------------- | ------------------- | ------------------------------------ |
| 1  | П'єро Малвестіті         | Італія          | 1958—1959           | Комісія Хальштайна                   |
| 2  | Джузеппе Карон           | Італія          | 1959—1963           | Комісія Хальштайна I і II            |
| 3  | Гвідо Колона ді Паліано  | Італія          | 1964—1967           | Комісія Хальштайна I і II            |
| 4  | Ганс фон дер Гробен      | Німеччина       | 1967—1970           | Комісія Рея                          |
| 5  | Вільгельм Хаферкамп      | Німеччина       | 1970—1972 1972-1973 | Комісія Мальфатті Комісія Мансхольта |
| 6  | Фінн Олаф Гюнделак       | Данія           | 1973—1977           | Комісія Ортолі                       |
| 7  | Етьєн Девіньйон          | Бельгія         | 1977—1981           | Комісія Дженкінса                    |
| 8  | Карл Гайнц Нар'єс        | Німеччина       | 1981—1985           | Комісія Торна                        |
| 9  | Артур Кокфілд            | Велика Британія | 1985—1989           | Комісія Делора I                     |
| 10 | Мартін Бангеман          | Німеччина       | 1989—1992           | Комісія Делора II і III              |
| 11 | Раньєро Ванні д'Аркірафі | Італія          | 1992—1994           | Комісія Делора III                   |
| 12 | Маріо Монті              | Італія          | 1994-1999           | Комісія Сантера                      |
| 13 | Фріц Болкестейн          | Нідерланди      | 1999-2004           | Комісія Проді                        |
| 14 | Чарлі МакКріві           | Ірландія        | 2004-2010           | Комісія Баррозу I                    |
| 15 | Мішель Барньє            | Франція         | 2010-2014           | Комісія Баррозу II                   |
| 16 | Ельжбета Беньковська     | Польща          | 2014-2019           | Комісія Юнкера                       |
| 17 | Тьєррі Бретон            | Франція         | 2019-2024           | Комісія фон дер Ляєн                 |